# Sân bay Berlin Tegel

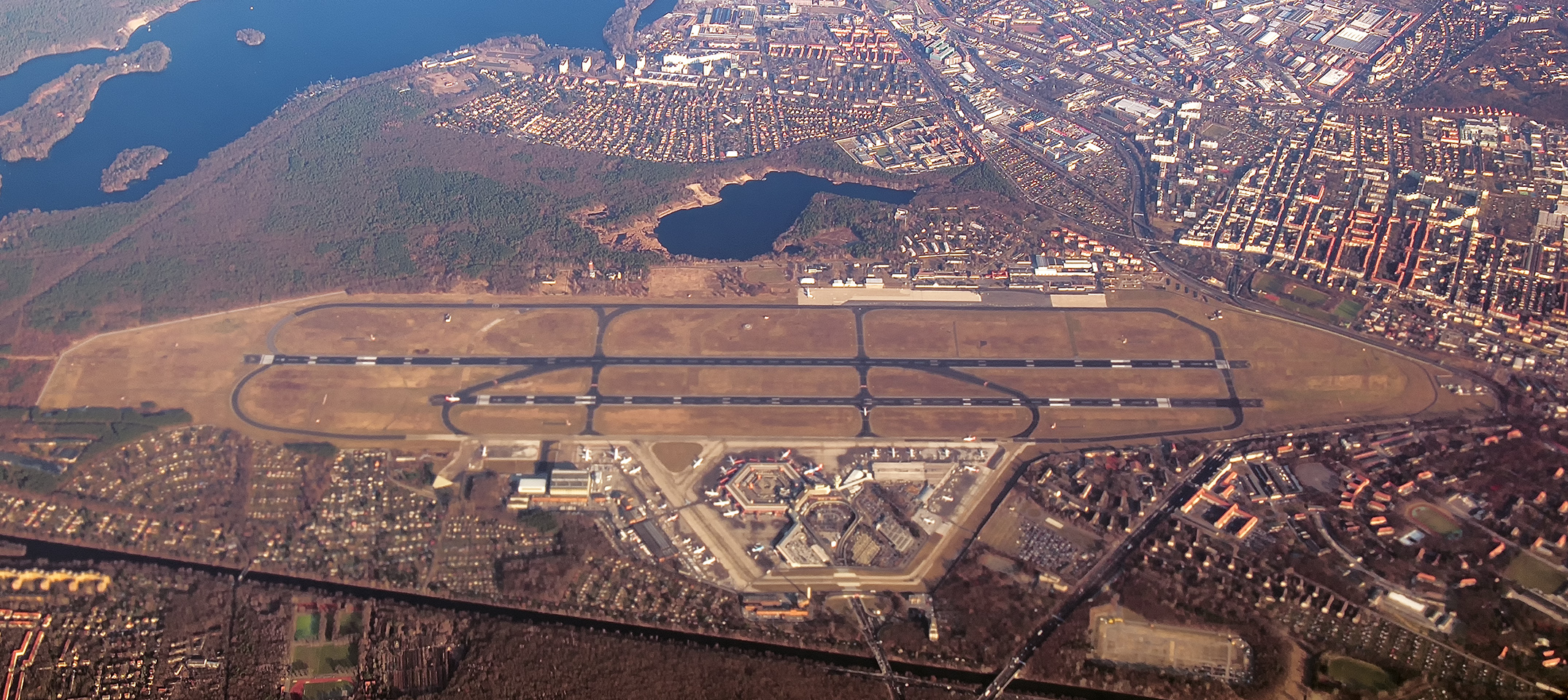

Sân bay Berlin Tegel "Otto Lilienthal" (IATA: TXL, ICAO: EDDT) là sân bay quốc tế chính ở Berlin, Đức. Sân bay này toạ lạc ở Tegel. Sân bay này có toà nhà ga hình lục giác xung quanh một quảng trường mở tạo ra một khoảng cách đi bộ 30 mét từ máy bay đến cửa ra nhà ga. Năm 2008, sân bay này đã phục vụ 14.530.000 lượt khách. Theo quy hoạch, sân bay này sẽ được đóng cửa vào tháng 6 năm 2012, sáu tháng sau khi xây xong Sân bay quốc tế Berlin-Brandenburg thay thế nó 

Toàn cảnh sân bay

| Năm  | Lượt khách | Hàng hoá [t] | Bưu kiện [t] | Lượt chuyến |
| ---- | ---------- | ------------ | ------------ | ----------- |
| 1991 | 6.715.402  | 13.585       | 16.002       | 120.344     |
| 1992 | 6.641.634  | 16.493       | 18.705       | 96.896      |
| 1993 | 7.000.168  | 16.060       | 17.672       | 90.750      |
| 1994 | 7.234.345  | 16.625       | 16.869       | 93.103      |
| 1995 | 8.186.512  | 17.131       | 16.229       | 112.521     |
| 1996 | 8.298.736  | 17.836       | 17.525       | 117.247     |
| 1997 | 8.622.359  | 19.043       | 16.465       | 117.495     |
| 1998 | 8.810.476  | 15.183       | 15.639       | 115.092     |
| 1999 | 9.543.437  | 15.349       | 15.887       | 118.188     |
| 2000 | 10.268.325 | 17.096       | 26.792       | 127.668     |
| 2001 | 9.863.870  | 17.578       | 15.977       | 125.484     |
| 2002 | 9.055.002  | 13.787       | 14.258       | 111.334     |
| 2003 | 11.055.303 | 12.800       | 4.665        | 134.395     |
| 2004 | 11.014.062 | 12.009       | 8.044        | 131.875     |
| 2005 | 11.500.454 | 11.246       | 3.125        | 137.288     |
| 2006 | 11.787.960 | 13.490       | 5.522        | 134.322     |
| 2007 | 13.510.188 | 14.830       | 4.823        | 145.423     |

## Các hãng hàng không và tuyến bay

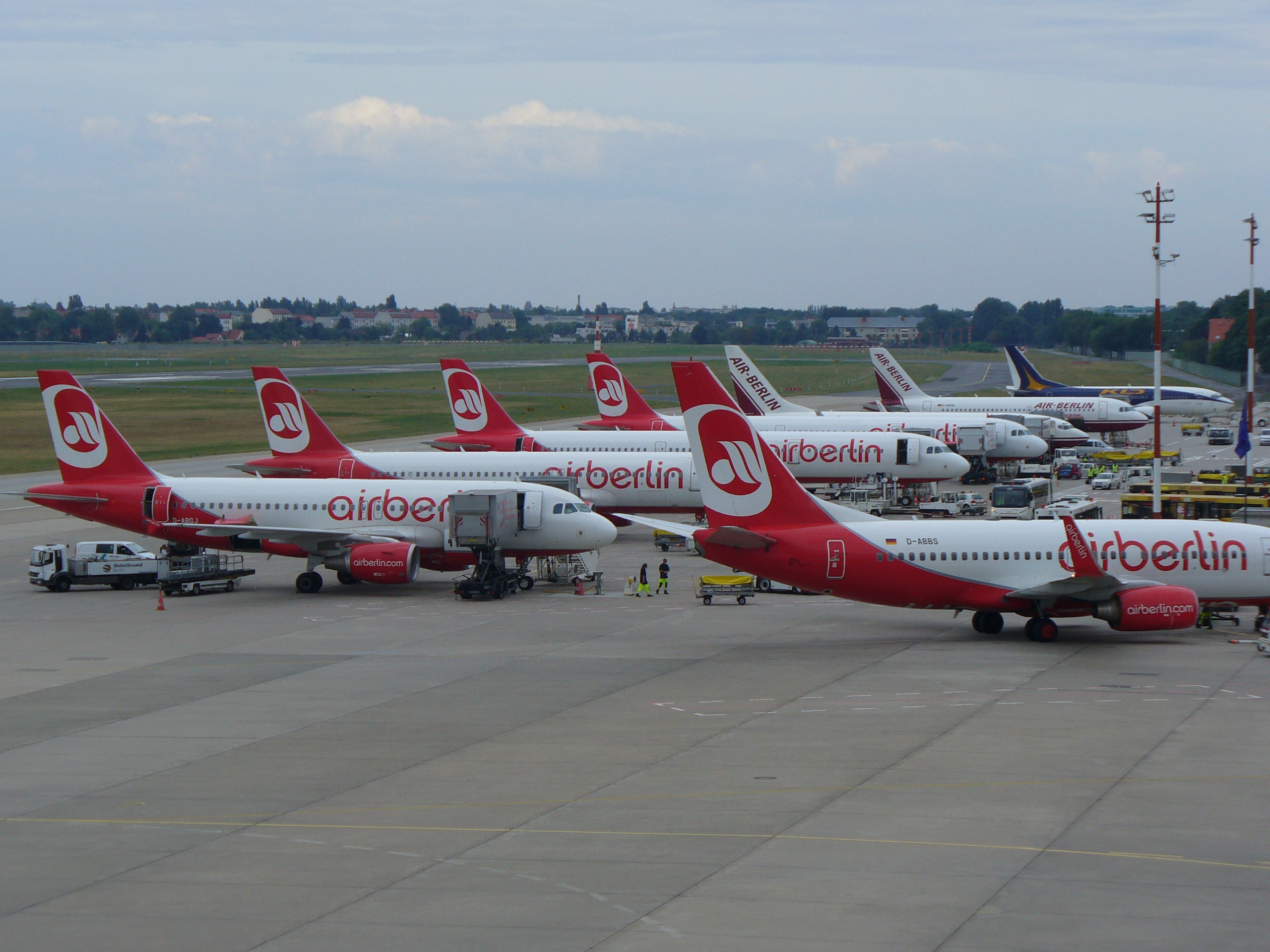
Air Berlin là hãng hoạt động nhiều nhất ở sân bay Tegel.

| Hãng hàng không                                    | Các điểm đến | Terminal |
| -------------------------------------------------- | --- | -------- |
| Aegean Airlines                                    | Athens | A        |
| airBaltic                                          | Riga | A/C      |
| Air France                                         | Paris-Charles de Gaulle | A        |
| Air Malta                                          | Malta | A        |
| Air VIA                                            | Burgas [theo mùa], Varna [theo mùa] | A        |
| Armavia                                            | Yerevan | B        |
| Avitrans                                           | Växjö | -        |
| Austrian Airlines cung ứng bởi Tyrolean Airways    | Vienna | A/D      |
| Blue Air                                           | Bucharest-Băneasa | A        |
| Blue Wings                                         | Abu Dhabi [bắt đầu từ ngày 17/6], Istanbul-Atatürk [bắt đầu từ ngày 16/6] | -        |
| British Airways                                    | London-Heathrow | A        |
| Brussels Airlines                                  | Brussels | A/D      |
| Bulgaria Air                                       | Sofia | A        |
| Bulgarian Air Charter                              | Burgas [theo mùa], Varna [theo mùa] | A        |
| Cirrus Airlines                                    | Mannheim | D        |
| Czech Airlines                                     | Prague | D        |
| Delta Air Lines                                    | New York-JFK | A        |
| Finnair                                            | Helsinki | D        |
| Free Bird Airlines                                 | Antalya, Istanbul-Atatürk | A        |
| Germania                                           | Adana, Antalya, Gaziantep, Istanbul-Atatürk, Kayseri, Pristina, Samsun, Verona [bắt đầu từ ngày 30 May] | A/B      |
| Hainan Airlines                                    | Beijing-Capital | A        |
| Iberia Airlines                                    | Madrid | A/D      |
| InterSky                                           | Friedrichshafen, Graz | C        |
| Jet Air                                            | Bydgoszcz, Warsaw | D        |
| KLM                                                | Amsterdam | A        |
| KLM cung ứng bởi KLM Cityhopper                    | Amsterdam | A        |
| LOT Polish Airlines cung ứng bởi EuroLOT           | Warsaw | D        |
| Lufthansa                                          | Cologne/Bonn, Düsseldorf, Frankfurt, Moscow-Domodedovo, Munich, Stuttgart | A/D      |
| Lufthansa                                          | London-Heathrow | A/B      |
| Lufthansa Regional cung ứng bởi Lufthansa CityLine | Brussels, Cologne/Bonn, Düsseldorf, Nuremberg, Stuttgart, Vienna | A/D      |
| Lufthansa Regional cung ứng bởi Eurowings          | Düsseldorf, Nuremberg, Paris-Charles de Gaulle | A/D      |
| Luxair                                             | Luxembourg, Saarbrücken | A        |
| MIAT Mongolian Airlines                            | Moscow-Sheremetyevo, Ulaanbaatar | A        |
| Qatar Airways                                      | Doha | A        |
| Privilege Style                                    | Palma de Mallorca | A        |
| Pegasus Airlines                                   | Antalya | A        |
| Scandinavian Airlines System                       | Copenhagen, Stockholm-Arlanda | A/D      |
| Sky Airlines                                       | Antalya | A/B      |
| Sky Georgia                                        | Tbilisi [bắt đầu từ ngày 12 June] | -        |
| SunExpress                                         | Antalya, Izmir | A        |
| Swiss International Air Lines                      | Zürich | A        |
| Swiss cung ứng bởi Swiss European Air Lines        | Zürich | A        |
| Transavia.com                                      | Amsterdam | C        |
| TUIfly                                             | Cairo, Corfu [theo mùa], Cologne/Bonn, Fuerteventura, Heraklion [theo mùa], Hurghada [theo mùa], Innsbruck [theo mùa], Klagenfurt, Las Palmas/Gran Canaria, Luxor [theo mùa], Memmingen, Rhodes [theo mùa], Salzburg, Tel Aviv, Tenerife-South, Venice-Marco Polo | D        |
| Turkish Airlines                                   | Istanbul-Atatürk | A        |
| Ukraine International Airlines                     | Kiev-Boryspil | A        |

### Hãng vận chuyển hàng hoá[2]
| Airlines    | Destinations                   |
| ----------- | ------------------------------ |
| TNT Airways | Gdansk, Liège, Tallinn, Warsaw |